# Tired of Waiting for You
Singles de The Kinks
All Day and All of the Night
(octobre 1964) Ev'rybody's Gonna Be Happy
(mars 1965)
Pistes de Kinda Kinks
Wonder Where My Baby Is Tonight Dancing in the Street
Tired of Waiting for You est une chanson du groupe rock anglais The Kinks, parue en single début 1965, et leur second no 1 au Royaume-Uni après You Really Got Me.
Elle est enregistrée en août 1964 en même temps que l'album Kinks, mais le producteur Shel Talmy préfère la réserver pour un futur single. Il  n'est pas impossible que Jimmy Page ait participé à cet enregistrement.

## Reprises
- The Flock sur album The Flock (1969)
- Suzi Quatro sur l'album If You Knew Suzi (1978)
- Green Day en face B du single Basket Case (1994)
- Dwight Yoakam sur l'album Under the Covers (1997)